# Ceruncina lyta
Ceruncina lyta là một loài bướm đêm trong họ Geometridae.